# 李光惠
李光惠（1963年—），女，四川岳池人，汉族，中华人民共和国政治人物、第十二届全国人民代表大会云南地区代表。
毕业于西南师范大学装潢设计专业。2013年，担任全国人大代表。